# Valpovština
Valpovština je područje oko Valpova nalazi se u istočnom dijelu Slavonije. Valpovo je privredno, političko, kulturno, školsko i upravno središte Valpovštine.

## Osnovni podaci

#### Zemljopisni smještaj i položaj
Izrazito je ravničarski kraj s nadmorskom visinom od 88 do 93 metra.  Drava je najveći vodotok i prirodna granica s Baranjom. Karašica i Vučica su autohtoni vodotoci. Valpovština u užem smislu obuhvaća prostor bivše općine Valpovo, tj. današnjih općina Valpovo, Belišće, Petrijevci i Bizovac s ukupno 27 naselja.   
Valpovština u širem smislu obuhvaća prostor nekadašnjeg Valpovačkog vlastelinstva, koje se prostire između sjevernih osječkih prigradskih naselja, našičkog kraja, pa sve do miholjačkog kraja i mađarske granice, a s istoka ga omeđuje rijeka Drava.

#### Površina
Zauzima površinu od 367 četvornih kilometara, što je 0,7% površine Republike Hrvatske

#### Klima
Prosječno padne 629 mm padalina, a prosječna temperatura iznosi 11°C.

#### Stanovništvo
- 2011. godine, Valpovština (prostor bivše zajedničke općine) imala je 29.765 stanovnika, koji su živjeli u oko 11.000 domaćinstava.

Popis naselja:
7 406 - Valpovo

6 518 - Belišće

2 299 - Petrijevci

2 043 - Bizovac

1 598 - Bistrinci

1 587 - Ladimirevci

705 - Gat

685 - Veliškovci

613 - Samatovci

604 - Cret Bizovački

571 - Satnica

547 - Brođanci

516 - Nard

506 - Harkanovci

460 - Ivanovci

460 - Habjanovci

457 - Bocanjevci

429 - Šag

351 - Zelčin

308 - Marjančaci

291 - Tiborjanci

256 - Vinogradci

203 - Novaki Bizovački

168 - Gorica Valpovačka

150 - Kitišanci

24 - Cerovac

13 - Selci

## Povijest
Prvi pisani zapis Valpova je iz 1332. godine. 

## Znamenitosti

#### Dvorac Prandau-Normann
U središtu grada nalazi se srednjovjekovno-barokna cjelina dvorca Prandau i Normann, koji je nastao obnovom i dogradnjom starije srednjovjekovne utvrde. Cjelinu čine kula, najstariji objekt i spomenik kulture nulte kategorije, koju je podigao mačvanski ban Ivan Morović. Osim kule, vrijedna je i kasnogotička barokizirana dvorska kapela Sv.Trojstva koja dominira zatvorenim unutrašnjim dvorištem dvorca. Dvorac okružuju djelomično zatrpani obrambeni opkopi i prostrani pejsažni perivoj. U centru grada nalzi se kasnobarokna katnica staroga hotela, nekadašnjeg vlastelinskog gostinjca i svratišta. Tu su i objekti nekadašnjeg vlastelinskog kompleksa: kasnobarokne konjušnice te objekti gospodarske namjene.

#### Crkva Bezgrešnog začeća Blažene Djevice Marije
U središtu Valpova nalazi se i barokna župna crkva Bezgrešnog začeća BDM s vrijednim barokno-klasicističkim inventarom. Velika oltarna pala na glavnom oltaru koja prikazuje Mariju Bezgrešnu rad je poznatog bečkog majstor Antona Herzoga iz 1737. godine, a vrijedne povijesne orgulje na crkvenom pjevalištu djelo su orguljara Caspara Fischera iz 1805. godine.

#### Kapele
- U Valpovu se još nalaze kapela Sv.Roka na Zelenom brijegu ispod koje je kripta s gorbnicom valpovačkih vlastelinskih obitelji.
- Kapela Uzvišenja sv.Križa s kalvarijom na gradskom groblju.
- Kapelica Gospe Lurdske uz brojne spomenike tzv.male sakralne arhitekture krajputaše.